# Війна четвертого покоління
Війна четвертого покоління (англ. fourth-generation warfare, 4GW) — конфлікт, який характеризується стиранням відмінностей між безпосередньо війною і політикою, між залученими в неї військовими і цивільним населенням.

## Опис
Ідея «війни четвертого покоління» зародилася в часи Холодної війни, коли наддержавам в ході боротьби за свою присутність у різних точках світу стало зрозуміло, що широкомасштабне застосування танків, авіації і ракет в цих умовах малоефективне, проте роль партизанських та різних політичних, економічних, фінансових, інформаційних та психологічних підривних операцій кардинально зросла.
Концепція 4GW була вперше висунута в 1989 році американським військовим експертом Вільямом Ліндом. Стратегія 4GW включає також підготовку так званих «Кольорових революцій», то до її творців відносять Майкл Макфол, який обіймав посаду посла США .
Назва війна четвертого покоління походить до прийнятої на Заході класифікації поколінь війн:
- Перше покоління характеризується лінійною тактикою, часів застосування холодної зброї і мушкетів.
- Друге покоління характеризується впровадженням тактики «вогню і маневру», часів Першої світової війни і безпосередньо перед нею.
- Третє покоління характеризується тактикою широких маневрів, оточень супротивника і прориву його ліній оборони на велику глибину з використанням великих танкових з'єднань та авіації.

Характерною рисою стратегії 4GW є те, що країна «ляльковод» або фактичний агресор для реалізації своїх задумів використовує якогось «агресивного недержавного суб'єкта» іншої країни, тобто сили, що знаходяться в прямій опозиції державі-жертві агресії. У своїй суті стратегія 4GW націлена на придушення волі населення і влади країни-жертви до якого-небудь опору.
Вважається, що за показниками «cost — efficiency» сьогодні значно продуктивніше: не вкладати величезні кошти в широкомасштабну війну, а застосовувати різні все нові й нові підривні тактичні прийоми, щоб змусити країну-жертву агресії постійно виснажувати свої військові, фінансові ресурси в ході безперервної і постійно підживлюваної ззовні партизанської війни та терористичної діяльності. Паралельно з цим цілеспрямовано ініціювати наростання соціально-економічного хаосу в цій країні, посилювати психологічний та інформаційний тиск на її народ й керівництво до такого моменту, коли небажана влада об'єкта агресії буде готова здатися і піти.
Для цього використовується широкий набір технологій. Ці технології застосовуються в комплексі та протягом досить тривалого часу.
Вони включають:
- Терористичні дії різного характеру від підриву військових та цивільних об'єктів до партизанських дій груп організованої злочинності на великій території країни. Терор доволі жорсткого характеру, щоб змусити населення в районах дії банд повністю підкорятися терористам і під страхом болісної смерті придушити будь-яку волю людей до опору.
- Бандам характерний транснаціональний склад з великою часткою участі іноземних найманців, їх базування децентралізовано.
- Цілеспрямовані агресивні атаки на традиційні культурно-історичні цінності населення. Різке зниження рівня культури, етичного та естетичного виховання громадян, їхнього освітнього рівня. Перетворення людей у «манкуртів».
- Витончена та високотехнологічна психологічна війна, маніпулювання засобами масової інформації, постійне проведення агресивних акцій інформаційної війни, як усередині країни, так і в світовому медійному просторі, включаючи Інтернет.
- Застосування правовійни — спотворене використання норм внутрішнього та міжнародного права з метою завдання збитків опоненту, завоювання симпатій світової громадської думки в рамках кампаній «паблік релейшнз», фінансового виснаження супротивника, вимотування шляхом усілякого затягування різних юридичних процедур, нав'язування міжнародних правових норм, підміна ними норм національного законодавства на шкоду національним інтересам країни-жертви агресії, вихід за рамки загальноприйнятих міжнародних правових норм і використання замість них регіональних чи корпоративних правових норм з метою легалізації тих чи інших своїх агресивних дій.
- Надання всіх форм тиску на країну-жертву: політичного, економічного (санкції), соціального і військового.
- Реалізація на території країни-жертви тактики «конфліктів низької інтенсивності» за участю будь-яких зовнішніх сил.
- Організація «кольорових революцій», демонстрацій, пікетів та кампаній ненасильницького непокори із застосуванням соціальних мереж та інших інтернет-технологій.
- Надання широкомасштабної інформаційної, фінансової та військово-технічної допомоги бандформуванням, що займаються партизанською війною.

## Приклади
- Громадянська війна в Сирії
- Громадянська війна у Лівії
- Війна на Донбасі

## Ресурси Інтернету
- 4GW — Fourth generation warfare [Архівовано 5 листопада 2012 у Wayback Machine.]
- The Changing Face of War: Into the Fourth Generation. Архів оригіналу за 4 березня 2010. Процитовано 29 жовтня 2012.
- Pre-Modern War compared to Fourth Generation War
- Fourth Generation Politics compared to Fourth Generation War
- Anticipating the Nature of the Next Conflict
- Hezbollah Ushers in New Generation of Warfare [Архівовано 6 березня 2012 у Wayback Machine.]
- Fourth Generation Warfare